# Гран-при Монако 1956 года
Гран-при Монако 1956 года — гонка Формулы-1, состоявшаяся 13 мая на городской трассе в Монте-Карло. Она стала вторым этапом чемпионата мира.
Впервые на гонку заявилось двое гонщиков на BRM, но из-за проблем с клапанами двигателей оба снялись с гонки. Также проблемы с двигателем случились у местного гонщика Луи Широна, из-за чего он также не стартовал. Заявивший на гонку Ferrari 500 (эта машина была построена аж за четыре года до этого, к тому же относилась к классу Формулы-2) Скарлатти отстал даже от BRM на целых 19 секунд и на 25 от времени поул-позиции и на старт не попал.
Мосс стартовал с середины первого ряда, захватил лидерство в первом же повороте, после чего так его никому и не уступил. Фанхио же напротив, столкнулся с множеством проблем. Сначала на втором круге он въехал в тюки сена, при этом пытавшиеся его объехать Шелл и Муссо вылетели и сошли с дистанции. На 32 круге в гавани Фанхио врезался в стену и погнул заднее колесо. После ремонта колеса в боксах, однако, он не стал снова выезжать на трассу, передав вместо этого свой автомобиль сошедшему ранее Кастеллотти (тот в результате финишировал в шаге от подиума). На 54 круге Коллинз, который к тому моменту занимал вторую позицию, заехал в боксы, где передал управление Фанхио. Вернувшись на трассу третьим, к 70-му кругу аргентинец смог опередить в борьбе за второе место Бера, но отставание от Мосса составляло уже 47 секунд. Но затем, когда на 86 круге Мосс обходил Пердизу на круг, когда у того заблокировались тормоза, и столкновения автомобилей избежать не удалось. Из-за повреждений машины британец был вынужден снизить скорость, и в конце дистанции Фанхио быстро сокращал отрыв, снимая по две секунды с круга. Тем не менее, времени ему не хватило и Мосс победил с преимуществом в шесть секунд.

## Гонка
| Место | С  | №  | Гонщик               | Конструктор | Ш | Круги | Время/причина схода | О    |
| ----- | -- | -- | -------------------- | ----------- | - | ----- | ------------------- | ---- |
| 1     | 2  | 28 | Стирлинг Мосс        | Maserati    | P | 100   | 3:00:32,9           | 8    |
| 2     | 9  | 26 | Питер Коллинз        | Ferrari     | Е | 54    | +0:06,1             | 3    |
| 2     | 9  | 26 | Хуан Мануэль Фанхио  | Ferrari     | Е | 46    | +0:06,1             | 3+1  |
| 3     | 4  | 30 | Жан Бера             | Maserati    | P | 99    | +1 круг             | 4    |
| 4     | 1  | 20 | Хуан Мануэль Фанхио  | Ferrari     | Е | 40    | +6 кругов           |      |
| 4     | 1  | 20 | Эудженио Кастеллотти | Ferrari     | Е | 54    | +6 кругов           | +1,5 |
| 5     | 14 | 6  | Нано да Силва-Рамос  | Gordini     | Е | 93    | +7 кругов           | 2    |
| 6     | 11 | 4  | Эли Байоль           | Gordini     | Е | 44    | +12 кругов          |      |
| 6     | 11 | 4  | Андре Пилетт         | Gordini     | Е | 44    | +12 кругов          |      |
| 7     | 7  | 32 | Чезаре Пердиза       | Maserati    | P | 86    | +14 кругов          |      |
| 8     | 16 | 18 | Хорейс Гоулд         | Maserati    | D | 85    | +15 кругов          |      |
| Сход  | 12 | 2  | Робер Манзон         | Gordini     | Е | 90    | Авария              |      |
| Сход  | 15 | 8  | Луи Розье            | Maserati    | P | 72    | Двигатель           |      |
| Сход  | 3  | 22 | Эудженио Кастеллотти | Ferrari     | Е | 14    | Сцепление           |      |
| Сход  | 6  | 14 | Морис Трентиньян     | Vanwall     | P | 13    | Перегрев            |      |
| Сход  | 5  | 16 | Харри Шелл           | Vanwall     | P | 2     | Авария              |      |
| Сход  | 8  | 24 | Луиджи Муссо         | Ferrari     | Е | 2     | Авария              |      |
| Отк   | 10 | 10 | Майк Хоторн          | BRM         | D |       | Клапан двигателя    |      |
| Отк   | 13 | 12 | Тони Брукс           | BRM         | D |       | Клапан двигателя    |      |
| Отк   |    | 34 | Луи Широн            | Maserati    | P |       | Два двигателя       |      |
| НКВ   |    | 36 | Джорджо Скарлатти    | Ferrari     | P |       |                     |      |

- Поул-позиция: Хуан Мануэль Фанхио — 1:44,0;
- Быстрый круг: Хуан Мануэль Фанхио — 1:44,4;
- Круги лидирования: Стирлинг Мосс 100 кругов (1-100);
- Совместное использование автомобилей:
  - Автомобиль № 26: Питер Коллинз (54 круга) and Хуан Мануэль Фанхио (46 кругов). Они разделили шесть очков за второе место. Ещё одно очко Фанхио получил за быстрый круг.
  - Автомобиль № 20: Хуан Мануэль Фанхио (40 кругов) и Эудженио Кастеллотти (54 круга). Так как Фанхио уже получил очки за второе место, полтора очка за совместное четвёртое место достались только Кастеллотти.
  - Автомобиль № 4: Эли Байоль и Андре Пилетт (по 44 круга).
- Этот Гран-при стал первым для Брукса и Скарлатти, а также последним для Эли Байоля. Впервые очки смогли заработать Нано да Силва-Рамос и Питер Коллинз, причем британец попал не просто в очки, а сразу на подиум.
- Впервые в истории Формулы-1 места на подиуме заработали сразу два британских гонщика.

## Положение в чемпионате после Гран-при
|     | Место | Пилот               | Очки |
| --- | ----- | ------------------- | ---- |
| ▬   | 1     | Жан Бера            | 10   |
| ▬   | 2     | Хуан Мануэль Фанхио | 9    |
| ▲ 7 | 3     | Стирлинг Мосс       | 8    |
| ▼ 1 | 4     | Луиджи Муссо        | 4    |
| ▼ 1 | 5     | Майк Хоторн         | 4    |

- Примечание: В таблицу включены только первых 5 позиций.